# كريس سولي (لاعب كرة قدم)
كريس سولي (بالإنجليزية: Chris Sulley)‏ هو لاعب كرة قدم بريطاني في مركزي الدفاع، ولد في 3 ديسمبر 1959 في Camberwell ‏ في المملكة المتحدة. لعب مع بريستون نورث إيند وبلاكبيرن روفرز وبورت فايل ودندي يونايتد ونادي بورنموث ونادي تشيلسي.